# جنرال داینامیکس لند سیستمز
جنرال داینامیکس لند سیستمز (انگلیسی: General Dynamics Land Systems) شرکت صنایع جنگ‌افزاری آمریکایی است، که در سال ۱۹۸۲ توسط شرکت جنرال داینامیکس تأسیس شد.